# Аделаїда (річка)
Аделаї́да (англ. Adelaide River) — судноплавна річка у Австралії, що протікає через Північну Територію країни і впадає в Тиморське море приблизно за 50 км на північний схід від міста Дарвін.
Утворюється зі злиття двох річок. На річці Аделаїда знаходиться невелике містечко Аделейд-Рівер.
Річка Аделаїда була відкрита Джоном Лортом Стоуксом (англ. John Lort Stokes) і Л. Р. Фіцморисом (англ. L.R. Fitzmaurice) у 1839 році під час дослідження узбережжя Північної території на кораблі «Beagle». Мандрівники назвали ріку на честь королеви Аделаїди Заксен-Майнінген, дружини британського короля Вільгельма IV. Згодом річка була досліджена Джоном Мак-Дональ Стюартом (англ. John McDouall Stuart) у 1862 році.
Через високу родючість ґрунтів у заплаві річки в 1881 році поселенці стали займатися зрошуваним землеробством, намагаючись вирощувати каву, цукровий очерет, каучук. Однак через важкі кліматичні умови, відстані в 1886 році місцевість була покинута. У 1954 році минулого століття були спроби вирощувати рис, однак вони провалилися.